# Catalogue Gliese
Danh mục các ngôi sao lân cận của Gliese (hay Gliese và Catalogue Gliese) là một hiện đại catalô sao của các ngôi sao nằm trong vòng 25 parsec (81,54 năm ánh sáng) của Trái Đất.

## Danh mục các ngôi sao lân cận của Gliese
Năm 1957, nhà thiên văn học người Đức Wilhelm Gliese đã xuất bản danh mục sao đầu tiên của mình gồm 915 ngôi sao đã biết trong phạm vi 20 parsec (65 năm ánh sáng) của Trái Đất, liệt kê các đặc tính đã biết của chúng và sắp xếp theo thứ tự địa lý theo sự thăng thiên phải. Các dấu sao trong danh mục đầu tiên được chỉ định bằng cách mã hóa, chữ N đại diện cho số nguyên liên tiếp dựa trên thứ tự này.
Gliese đã xuất bản bản cập nhật dưới dạng danh mục các ngôi sao lân cận vào năm 1969, tất cả các ngôi sao đã biết đến 22 parsec (72 năm ánh sáng), xếp hạng 1.529 sao.
Một bổ sung được xuất bản năm 1970 bởi Richard van der Riet Woolley và các cộng sự, đã mở rộng phạm vi ra 25 parsec (82 năm ánh sáng). Phần bổ sung này đã thêm số danh mục trong phạm vi 9001–9850 bằng cách sử dụng tiền tố hiện không được dùng nữa, ngày nay chia sẻ tiền tố GJ được cung cấp cho loạt danh mục sau này.